# Marcin Fudalej
Marcin Fudalej (ur. 7 grudnia 1976) – polski lekkoatleta, specjalizujący się w biegach średniodystansowych i długodystansowych.

## Osiągnięcia
- Memoriał Janusza Kusocińskiego, Warszawa 1998 – II miejsce w biegu na 800 m
- Mistrzostwa Polski, Bielsko-Biała 2003 – srebrny medal w biegu na 1500 m

## Rekordy życiowe
- bieg na 800 metrów
  - stadion – 1:48,05 (Bydgoszcz 2001)
- bieg na 1500 metrów
  - stadion – 3:41,44 (Cottbus 2004)
  - hala – 3:52,38 (Fürth 1999)
- bieg na 3000 metrów
  - stadion – 8:12,02 (Solihull 2009)
  - hala – 8:24,58 (Spała 2002)
- bieg na 5000 metrów
  - stadion – 14:13,9 (Watford 2010)
- bieg na 10 000 metrów
  - stadion – 30:05,50 (Birmingham 2010)